# Raspailia bouryesnaultae
Raspailia bouryesnaultae är en svampdjursart som beskrevs av Lerner, Carraro och van Soest 2006. Raspailia bouryesnaultae ingår i släktet Raspailia och familjen Raspailiidae.
Artens utbredningsområde är havet utanför Brasilien. Inga underarter finns listade i Catalogue of Life.